# Maytown (Pennsylvanie)
Pour les articles homonymes, voir Maytown.
Maytown est une communauté non incorporée et une census-designated place (CDP) du comté de Lancaster en Pennsylvanie.
Sa population était de 4 098 habitants en 2020.